# St. Joseph (Schwalenberg)

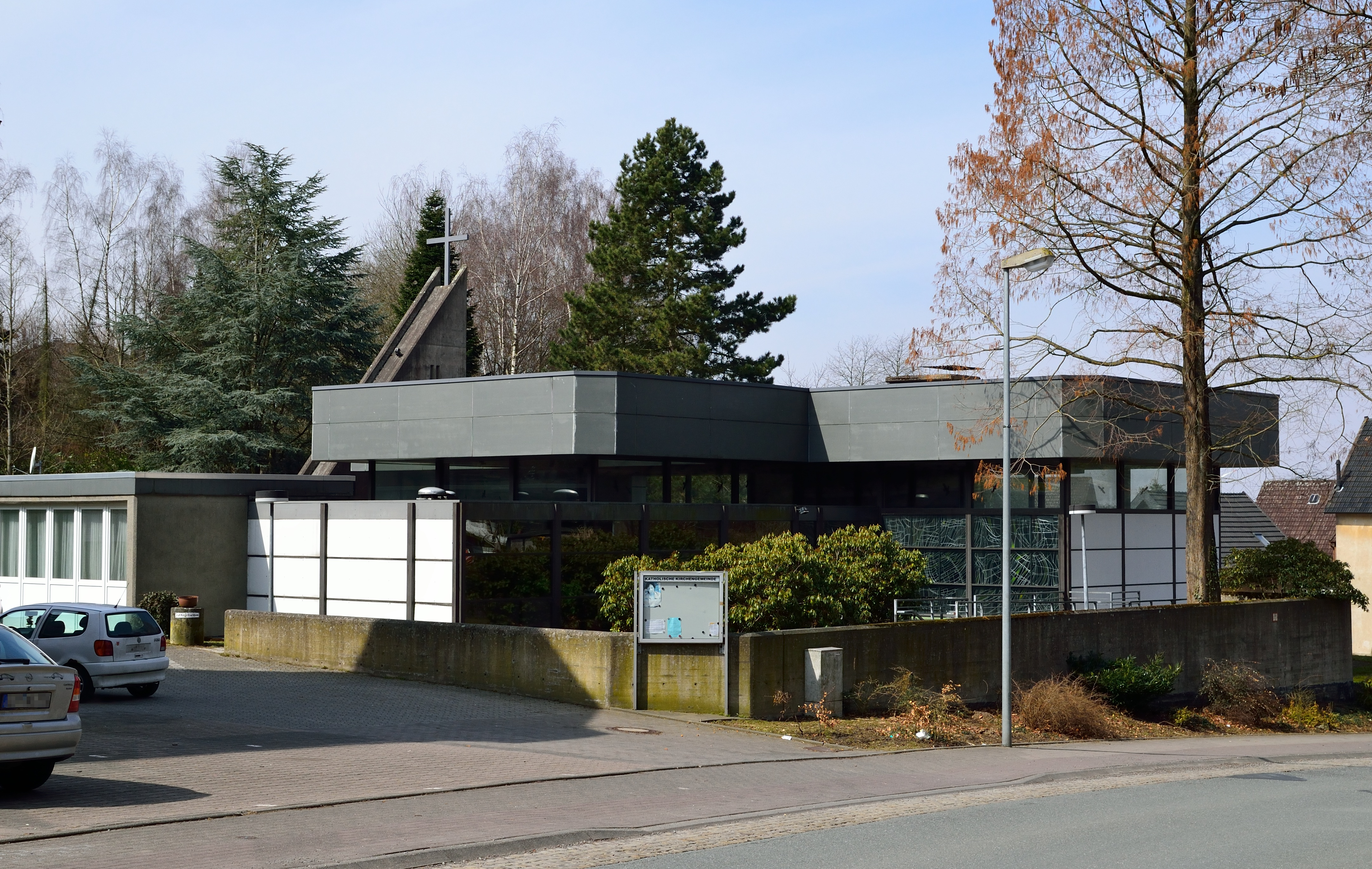
St. Joseph in Schwalenberg

St. Joseph war eine römisch-katholische Pfarrkirche in Schwalenberg, einem der namensgebenden Ortsteile von Schieder-Schwalenberg im Kreis Lippe, Nordrhein-Westfalen. Kirche und Gemeinde gehörten zum Pastoralverbund Lippe-Süd des Dekanats Bielefeld-Lippe im Erzbistum Paderborn.

## Geschichte
Die 1870 nach Plänen von Arnold Güldenpfennig erbaute Kirche St. Joseph war baufällig geworden und in der Gemeinde entstand der Wunsch, einen größeren Gottesdienstraum nach den Vorgaben des Zweiten Vatikanischen Konzils zu erhalten. So entstand in den Jahren 1971/73 die heutige Kirche nach Plänen der Architekten Georg Niederleig und Klaus Fröscher. Das Gebäude wurde 2013 als Kirche entweiht und 2015 ersatzlos abgebrochen.

## Architektur
Die Kirche erhob sich über einem kreuzförmigen Grundriss, dessen Arme als separate Räume genutzt werden können. In einem Arm war die Sakristei untergebracht. Die Dächer waren flach, die Wände teilweise verglast oder in weißen Paneelen ausgeführt.
Der Turm hatte einen länglichen Grundriss und bestand aus Sichtbeton. Er hatte eine steile geböschte Form und wurde von einem Kreuz bekrönt. Zusammen mit der Kirche und niedrigen Nebengebäuden entstand ein Innenhof.
Im Inneren der Kirche wiesen die Flächen in Boden und Decke auf die Altarstelle.

## Ausstattung
Schwester Erentrud Trost aus Varensell schuf 1983 ein Mosaik für den Innenhof. Von ihr waren auch das Mosaikkreuz am Altar von 1980 und die Verglasungen der Kirche von 1988.